# San Policarpo
San Policarpo est une localité de la province du Samar oriental, aux Philippines. En 2015, elle compte 14 687 habitants.